# Аззауи, Мохамед
Мохамед Аззауи (род. 1 декабря 1975, Мостаганем) — алжирский боксёр, представитель первой тяжёлой весовой категории.
Выступал за сборную Алжира по боксу в конце 1990-х годов, чемпион Всеафриканских игр в Йоханнесбурге, победитель и призёр турниров международного значения, участник летних Олимпийских игр в Сиднее.
В период 2001—2015 годов боксировал на профессиональном уровне. Владел титулами чемпиона Паназиатской боксёрской ассоциации (PABA), панафриканского чемпиона Всемирной боксёрской ассоциации (WBA), чемпиона тихоокеанского региона Международной боксёрской федерации (IBF), чемпиона азиатско-тихоокеанского региона Всемирной боксёрской федерации (WBF), чемпиона Африки Всемирной боксёрской организации (WBO), чемпиона Новой Зеландии среди профессионалов.
Был претендентом на титул чемпиона мира WBO, но проиграл чемпионский бой британцу Энцо Маккаринелли.

## Биография
Мохамед Аззауи родился 1 декабря 1975 года в городе Мостаганеме, Алжир.

### Любительская карьера
Первого серьёзного успеха на взрослом международном уровне добился в сезоне 1998 года, когда вошёл в основной состав алжирской национальной сборной и в супертяжёлом весе одержал победу на домашнем чемпионате Африки. Также выступил на международном турнире «Хиральдо Кордова Кардин» на Кубе, где в тяжёлой весовой категории дошёл до полуфинала и завоевал бронзовую медаль.
В 1999 году Аззауи побывал на Всеафриканских играх в Йоханнесбурге, откуда привёз награду золотого достоинства. Вновь боксировал на «Хиральдо Кордова Кардин», где на сей раз добрался до финала и в решающем поединке проиграл титулованному кубинцу Феликсу Савону. В том же сезоне был лучшим на Кубке Копенгагена.
Благодаря череде удачных выступлений Мохамед Аззауи удостоился права защищать честь страны на летних Олимпийских играх 2000 года в Сиднее, но провёл здесь только один единственный бой — уже на стадии 1/16 финала потерпел досрочное поражение от француза Жаксона Шане.

### Профессиональная карьера
После сиднейской Олимпиады Аззауи решил попробовать себя среди профессионалов и в 2001 году успешно дебютировал на профессиональном уровне. Выступал преимущественно на территории Австралии и Новой Зеландии, в течение первых трёх лет одержал двенадцать побед, не потерпев при этом ни одного поражения (лишь в двух случаях была зафиксирована ничья), в том числе стал обладателем звания чемпиона Новой Зеландии. В этот период также три раза выступил в кикбоксинге на турнирах японской организации К-1, но все три боя проиграл и быстро вернулся к классическому боксу.
В марте 2004 года завоевал вакантный титул чемпиона Паназиатской боксёрской ассоциации (PABA) в первом тяжёлом весе, который впоследствии несколько раз защитил.
В 2006 году также стал панафриканским чемпионом по версии Всемирной боксёрской ассоциации (WBA), а затем дополнительно заполучил чемпионские пояса тихоокеанского региона по версии Международной боксёрской федерации (IBF) и азиатско-тихоокеанского региона по версии Всемирной боксёрской федерации (WBF).
Поднявшись в рейтингах, в 2007 году отказался от всех второстепенных поясов ради встречи с британцем Энцо Маккаринелли, действующим чемпионом мира по версии Всемирной боксёрской организации (WBO). Однако Маккаринелли оказался слишком сложным соперником для него, он выиграл по очкам первые три раунда, а в четвёртом раунде завершил поединок техническим нокаутом. Таким образом, Аззауи потерпел первое в профессиональной карьере поражение, и с этого момента статистика его выступлений резко пошла на спад.
Менее чем через два месяца после своего неудачного чемпионского боя алжирский боксёр вышел на ринг против непобеждённого кубинца Йоана Пабло Эрнандеса и был нокаутирован в первом же раунде.
В августе 2008 года лишь два раунда продержался в поединке против австралийца Алекса Леапаи, вновь оказавшись в нокауте. Далее последовали ещё два поражения по очкам.
Аззауи несколько выправил своё положение в августе 2009 года, когда в результате счастливого стечения обстоятельств стал обладателем титула чемпиона Африки WBO — в седьмом раунде соперник отправил его в нокдаун и продолжил наносить удары после команды остановки, за что был дисквалифицирован. Чуть позже Аззауи также имел возможность вернуть себе некогда потерянный титул чемпиона PABA, однако в этом бою была зафиксирована техническая ничья, так как уже в первом раунде спортсмен пропустил запрещённый удар по затылку, и врач запретил ему продолжать.
Впоследствии Мохамед Аззауи исполнял роль джорнимена, ездил по разным странам и боксировал с молодыми перспективными боксёрами. После очередного поражения в июле 2015 года принял решение завершить карьеру профессионального спортсмена. Всего провёл в профессиональном боксе 37 боёв, из них 26 выиграл (в том числе 8 досрочно), 8 проиграл, три поединка закончились ничьей.